# ثقافة البانك الفرعية

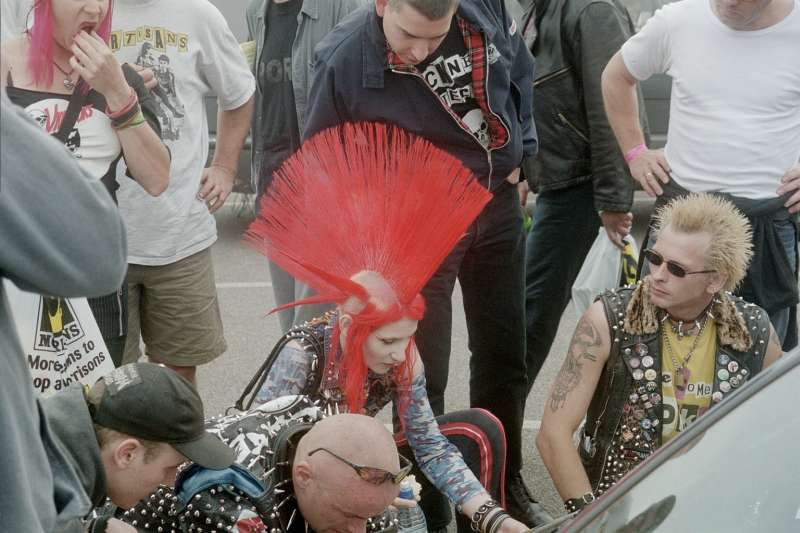
مهرجان البانك موركامبي 2003

تشتمل ثقافة البانك الفرعية على مجموعة متنوعة ومعروفة على نطاقٍ واسع من الموسيقا والأيديولوجيات والأزياء وأشكال التعبير الأخرى والفنون البصرية والرقص والأدب والأفلام. وتتميز هذه الثقافة إلى حدٍّ كبير بوجهات نظرٍ مناهضة للمؤسسة، فتروّج للحرية الفردية، وأخلاقيات «افعلها بنفسك»، ويمكن القول إنها تعود في نشأتها إلى البانك روك.
تتكون أخلاقيات البانك في المقام الأول من معتقداتٍ كمعاداة السلطوية ومعاداة نظام الشركات، وأخلاقيات «افعلها بنفسك» ومناهضة النزعة الاستهلاكية ونقد جشع الشركات والحراك المباشر، وعدم «بيع المبادئ لإرضاء الجمهور».
ثمة مجموعة واسعة من أزياء البانك، تشتمل على القمصان والسترات الجلدية وأحذية دكتور مارتينز، وتسريحات الشعر كالشعر الملون الفاتح وتصفيفات الشعر بنهايات مسننة (السبايكي)، ومستحضرات التجميل والوشوم والمجوهرات وتغيير هيئة الجسم. عادةً ما ارتدت النساء في مسارح الهاردكور ملابس صُنّفت على أنها ذكورية.
تحدد جماليات البانك نوع الفن الذي يستمتع به أتباع هذه الحركة، ويتميز عادةً بأحاسيس سرية وبسيطة ومتمردة وساخرة. أنتجت ثقافة البانك قدرًا كبيرًا من الشعر والنثر، ولديها صحافة سرية خاصة بها في شكل مجلات. وقد أنتج عديد من الأفلام التي تحمل طابع ثقافة البانك.

## التاريخ
نشأت ثقافة البانك الفرعية في منتصف سبعينيات القرن العشرين؛ في نيويورك في عام 1974 وفي المملكة المتحدة في عام 1976. يقترح بعضهم أن اسم «بانك» مستعار من لغة السجن المحكية.
كان لدى ثقافة البانك المبكر وفرة من السوابق والتأثيرات، ويصفها الكاتب جون سافاج بأنها شكل من أشكال «البريكولاج» من كل ثقافة شبابية سابقة في العالم الغربي منذ الحرب العالمية الثانية، «ملتصقة ببعضها بعض بدبابيس».
بدأت الثقافة الفرعية في التنويع في أواخر سبعينيات القرن العشرين، ما أدى إلى انتشار فصائل موسيقية حصرًا مثل الموجة الجديدة، وبوست بانك، و2 تون، وبانك هاردكور، وبلا موجة، وستريت بانك، وموسيقا الأوي. سعى كل من بانك هاردكور وستريت بانك وأوي إلى التخلص من التفاهات التي قدمتها حركة البانك الأصلية خلال السنوات الأخيرة. أثرت كذلك ثقافة البانك الفرعية على مشاهد الموسيقا (ما تحت الأرض) السرية الأخرى مثل الروك البديل والموسيقا المستقلة والثراش المزدوج، والأنواع الفرعية المتطرفة من موسيقا الميتال (بشكل أساس: الثراش ميتال، والديث ميتال، والسبيد ميتال، والموجة الجديدة من موسيقا الميتال البريطانية).

## الموسيقا
تركز ثقافة البانك الفرعية على نوع صاخب وعدواني من موسيقا الروك يدعى البانك روك، وعادة ما تعزفه فرق مكونة من مغنٍّ وعازف أو عازفين على الغيتار الكهربائي، وعازف غيتار باس كهربائي وقارع طبول. يساهم الموسيقيون في بعض الفرق في الغناء الاحتياطي الذي يكون عادةً شعارات صاخبة أو جوقات أو هتافات على غرار الهتافات التشجيعية في كرة القدم.
في حين تستخدم أغلب موسيقا البانك روك غيتارات مُعدّلة وأصوات طبول صاخبة مستمدة من موسيقا الكراج روك في ستينيات القرن العشرين وموسيقا الحانات روك في السبعينيات، فإن بعض فرق البانك تدمج عناصر من أنواع فرعية أخرى، مثل موسيقا السيرف روك أو الروكابيلي أو الريغي. إن معظم أغاني البانك روك قصيرة، ولها ترتيبات بسيطة وأساسية إلى حدٍّ ما، وتستخدم عدد قليل من الأوتار نسبيًا، وعادةً ما تحتوي على كلمات تعبر عن أيديولوجيات البانك وقيمها، وتدور في معظمها غالبًا حول مواضيع خفيفة مثل الحفلات أو العلاقات الرومانسية.
غالبًا ما تميز ثقافات البانك الفرعية المختلفة نفسها من خلال امتلاكها أسلوبًا فريدًا من موسيقا البانك روك، على الرغم من عدم امتلاك كل نمط من موسيقا البانك روك ثقافة فرعية مرتبطة به.
إن أقدم شكل من أشكال الموسيقا التي أطلق عليها اسم «الروك بانك» هو موسيقا الكراج روك التي ظهرت في ستينيات القرن العشرين، وقد طبق نقاد الروك المؤثرون في أوائل سبعينيات القرن العشرين المصطلح على هذا النوع بأثرٍ رجعي. ففي أواخر الستينيات، نشأت الموسيقا التي يشار إليها الآن باسم بروتوبانك كإحياء لموسيقا الكراج روك في شمال شرق الولايات المتحدة. وظهر أول مشهد موسيقي مميز يدّعي أنه بانك في مدينة نيويورك بين عامي 1974 و1976. وفي ذات الوقت تقريبًا أو بعد ذلك بفترة وجيزة، تطوّر مشهد البانك في لندن. وأصبحت لوس أنجلوس لاحقًا موطنًا لمشهد البانك الرئيس الثالث. شكلت هذه المدن الثلاث العمود الفقري للحركة الناشئة، ولكن كان ثمة مشاهد بانك أخرى أيضًا في مدن مثل بريزبان وملبورن وسيدني في أستراليا، وتورنتو وفانكوفر ومونتريال في كندا، وبوسطن وديترويت وكليفلاند وسان فرانسيسكو في الولايات المتحدة.
تدعو ثقافة البانك الفرعية إلى أخلاقيات «افعلها بنفسك». فخلال المراحل الأولى لهذه الثقافة الفرعية، كان جميع أعضائها تقريبًا من طبقة اقتصادية أدنى، وكانوا قد سئموا الثراء الذي ارتبط بموسيقا الروك الشعبية في ذلك الوقت. نشر البانك موسيقاهم الخاصة أو وقعوا عقودًا مع شركات مستقلة صغيرة، على أمل مكافحة ما عدُّوه صناعة موسيقية متعطشة للمال. لا تزال أخلاقيات «افعلها بنفسك» تحظى بشعبية بين البانك إلى اليوم.
نشأت موسيقا البانك روك في مدينة نيويورك عن مجتمعٍ فرعي تحت الأرض (سري)، روج له فنانون ومراسلون وموسيقيون ومجموعة كبيرة ومتنوعة من المتحمسين غير التقليديين. يعود الفضل في التأثير على فرق موسيقية ظهرت خلال سبعينيات القرن العشرين، مثل نيويورك دولز وذا ستوجز وذا رامونز، إلى موسيقا فرقة ذا فيلفيت أندرغراوند القاسية والتجريبية، التي كان لها نغمة أو لحن ما في بعض الأحيان، خلال منتصف إلى أواخر ستينيات القرن العشرين، وارتبط كثير من موسيقاهم بأعمال الفنان التشكيلي آندي وارهول التي تجاوزت الحدود والمعتاد.

## الأيديولوجيات
تهتم الأيديولوجيات السياسية للبانك في الغالب، بالحرية الفردية والآراء المناهضة للمؤسسة. تشتمل وجهات النظر الشائعة للبانك على الحريات المدنية ومناهضة السلطوية وأخلاقيات «افعلها بنفسك» ومناهضة سياسة الشركات ومناهضة الحكومة والحراك المباشر، وعدم «بيع المبادئ لإرضاء الجمهور».
يحمل بعض المجموعات والأفراد ممن يحاولون التعريف بأنفسهم على أنهم جزء من ثقافة البانك الفرعية، آراء مؤيدة للحركة النازية أو الفاشية، لكنّ ثقافة البانك الفرعية بمجملها تقريبًا، ترفض هذه المجموعات النازية/الفاشية. أدى الاعتقاد بأن مثل هذه الآراء تعارض الروح الأصلية لثقافة البانك الفرعية وتاريخها، إلى صراعات داخلية ورفضٍ مطلق لها، فهي حتمًا لا تشكل جزءًا من ثقافة البانك الفرعية. مثالان على ذلك: حادثة وقعت خلال حفل توزيع جوائز الموسيقا الأمريكية لعام 2016، حيث هتفت فرقة غرين داي برسائل مناهضة للعنصرية ومعادية للفاشية، وحادثة أخرى خلال عرض لفرقة دروب كيك مورفيز، حين هاجم عازف الغيتار والمغني كين كيسي شخصًا أدى التحية على الطريقة النازية، ليصرّح لاحقًا بأن النازيين غير مرحب بهم في عرض دروب كيك مورفيز، وأيد عضو الفرقة تيم برينان لاحقًا هذا الشعور. وإن أغنية «Nazi Punks Fuck Off» لفرقة البانك المتشددة Dead Kennedys هي مثال بارز على ذلك أيضًا.
عبّر البانك البريطانيون الأوائل عن وجهات نظر عدمية وفوضوية من خلال شعار «لا مستقبل» المستوحى من أغنية «حفظ الله الملكة» لفرقة سيكس بيستولز. وكان للبانك في الولايات المتحدة الأمريكية، نهجًا مختلفًا للعدمية أقل فوضوية من البانك في بريطانيا. عُبّر عن عدمية البانك تلك باستخدام «مواد أقوى وأكثر تدميرًا للذات ومحوًا للوعي مثل الهيروين أو الميثامفيتامين».